# Jisr al-Shughur (okrug)
Okrug Jisr al-Shughur (ar. منطقة جسر الشغور) je okrug u sirijskoj pokrajini Idlib. Po popisu iz 2004. (prije rata), distrikt je imao 150,193 stanovnika. Administrativno sjedište je u naselju Jisr al-Shughur.

## Nahije
Okrug je podijeljen u nahije (broj stanovnika se odnosi na popis iz 2004.):
- Jisr al-Shughur (ناحية جسر الشغور): 89.028 stanovnika.[2]
- Bidama (ناحية بداما): 18.501 stanovnika.[3]
- Darkush (ناحية دركوش): 23.022 stanovnika.[4]
- Al-Janudiyah (ناحية الجانودية): 19.642 stanovnika.[5]